# Badin (Vingeanne)
Der Badin ist ein kleiner Fluss in Frankreich, der im Département Haute-Marne in der Region Grand Est verläuft. Er entspringt an der Ostflanke des Plateau von Langres, im nordwestlichen Gemeindegebiet von Le Val-d’Esnoms, entwässert generell Richtung Südost und mündet nach insgesamt rund 17 Kilometern im Gemeindegebiet von Cusey als rechter Nebenfluss in die Vingeanne. In seinem Mündungsabschnitt quert der Badin den Schifffahrtskanal Canal entre Champagne et Bourgogne.

## Orte am Fluss
(Reihenfolge in Fließrichtung)
- La Dhuis, Gemeinde Le Val-d’Esnoms
- Courcelles-Val-d’Esnoms, Gemeinde Le Val-d’Esnoms
- Chatoillenot, Gemeinde Le Val-d’Esnoms
- Aubigny sur Badin, Gemeinde Le Montsaugeonnais
- Vaux-sous-Aubigny, Gemeinde Le Montsaugeonnais
- Isômes
- Cusey